# Oudenbos
Oudenbos is een dorp en parochie in de Belgische stad Lokeren.

## Ligging
De parochie ligt tussen de N70, beter bekend als de Gentse Steenweg, en de autosnelweg E17.
Ze wordt ook doorkruist door de spoorlijn tussen Gent en Antwerpen, en de Ledebeek, die uitmondt in de Durme. Oudenbos telt bovendien twee natuurgebieden, te weten 'De Venne' en 'De Meersakkers'. Andere bezienswaardigheid is het oudste huis van Lokeren, daterend van 1558.

## Geschiedenis
Oudenbos heeft een geschiedenis die teruggaat tot in de jaren 1200 (zelfs al vermeld in 1106 bij de bouw van het Gentse Graevensteen). Toen was het een kloostergebied, eigendom van de in 1215 alhier gestichte cisterciënzinnenabdij Onze-Lieve-Vrouw ten Bos. Deze verhuisde in 1246 naar Heusden, en op de stichtingsplaats bleef een abdijhoeve bestaan die toen Oudenbos werd genoemd. De hoeve en omgeving bleef tot 1797 eigendom van de abdij. De huidige hoeve, gelegen aan de Nonnenbosweg, heeft nog een 16e-eeuwse kern.
Fernand Hanus richtte in de jaren 1920 een weverij op in Lokeren. Daarmee lag hij mede aan de basis van de wijk Oudenbos. Nabij de fabriek werd een  neoromaanse kerk, de Sint-Pauluskerk, een klooster, een school en woningen gebouwd, een dorp met alle voorzieningen van die tijd. Opvallend zijn de alleenstaande villa's, in feite dubbelwoningen onder hetzelfde dak. De arbeiderswoningen zijn opgericht in Normandische stijl, waarbij werd gestreefd naar een pittoresk-idealiserend uiterlijk. In de volksmond kreeg Oudenbos de bijnaam "Klein Zwitserland".  De jong overleden Fernand Hanus - de bezieler van deze nieuwe wijk - heeft de afwerking van het geheel zelf niet meegemaakt, wel kreeg de hoofdstraat de naam Fernand Hanusdreef mee. De modelwijk werd ontworpen door de Franse architect Henri Jacquelin. 

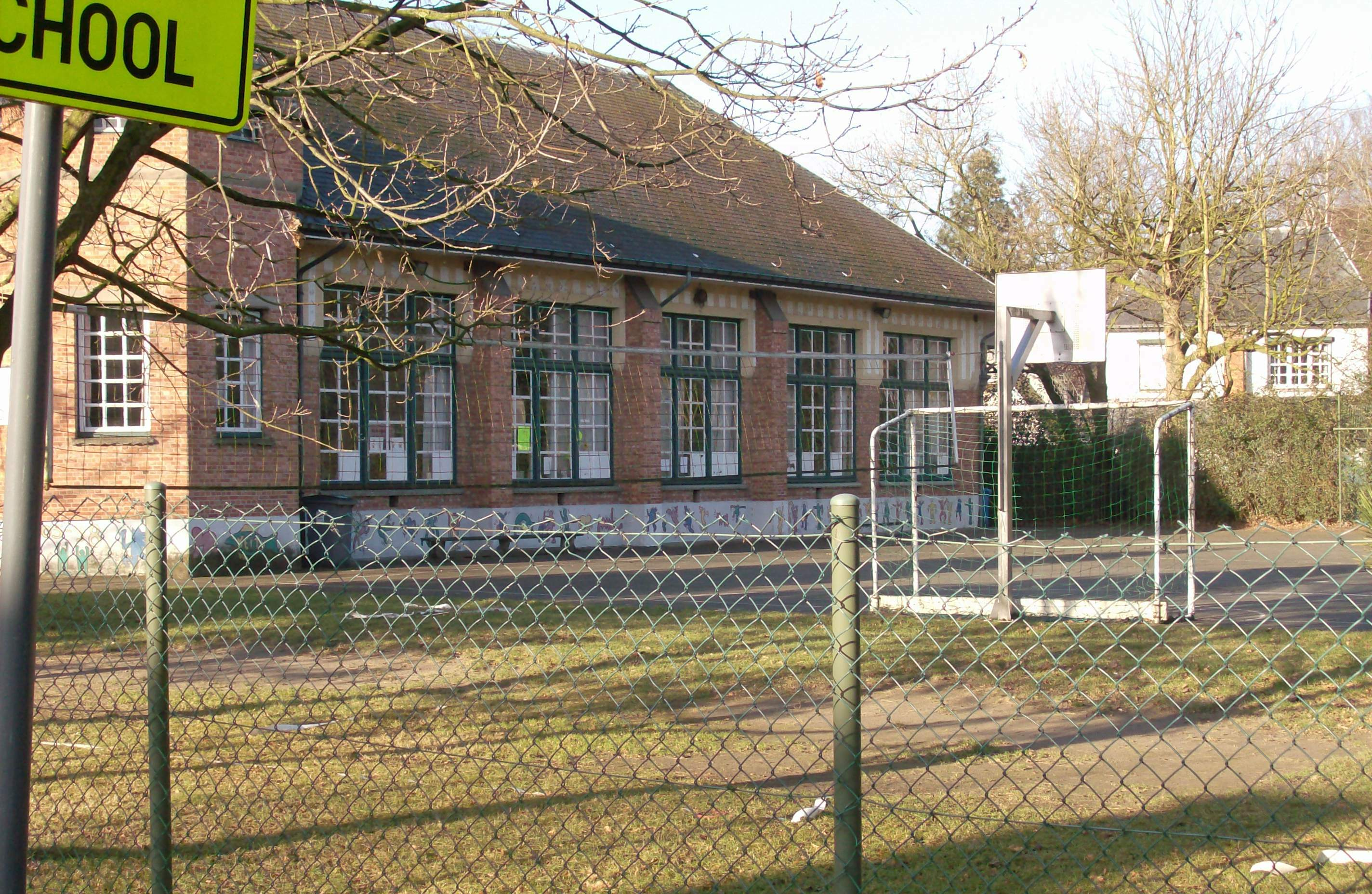
De school in Oudenbos
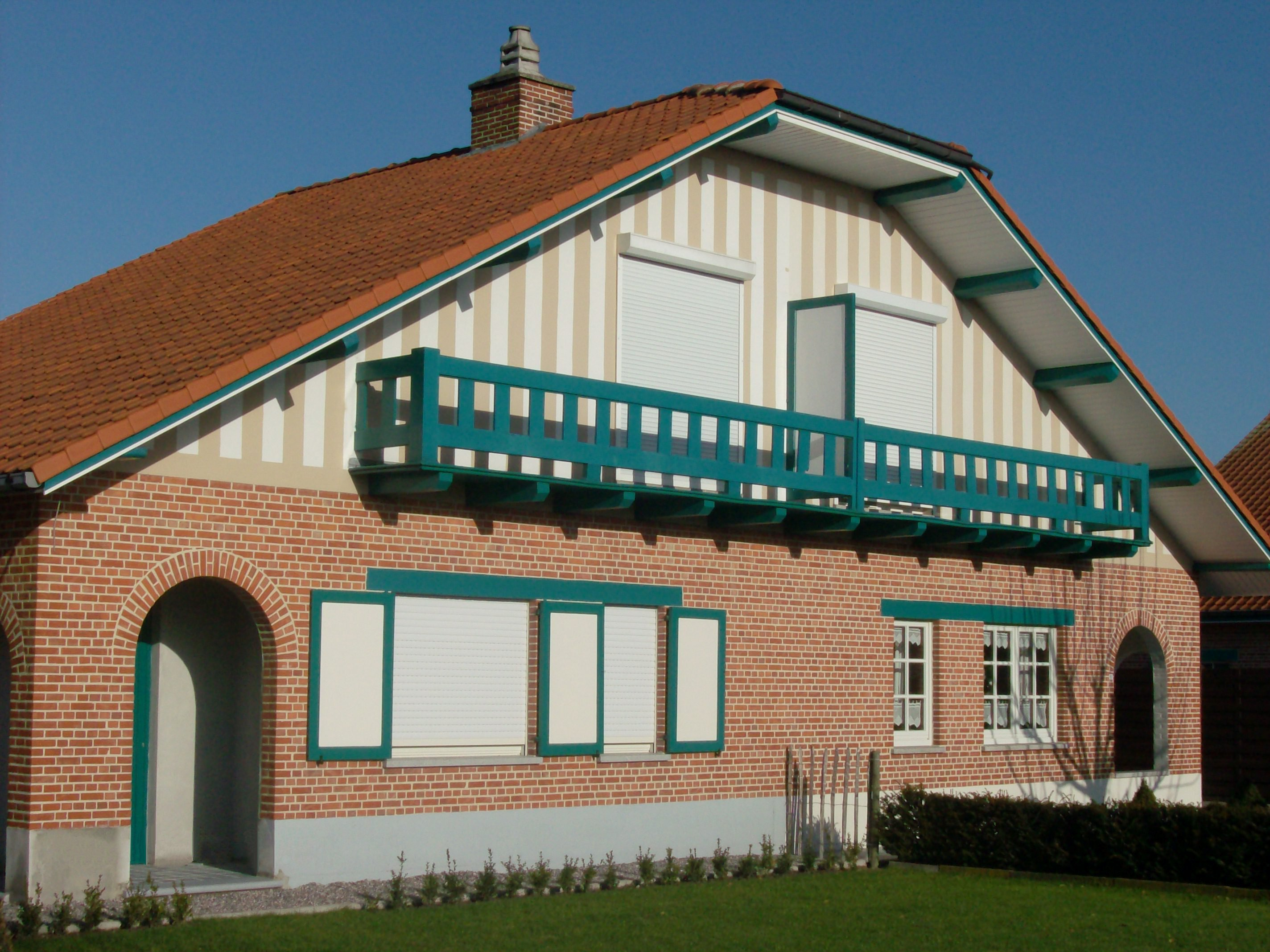
De oude huizen in Oudenbos (klein Zwitserland)

## Transport
Dwars door Oudenbos loopt de spoorlijn van Gent naar Antwerpen. Vroeger was er nabij het centrum van Oudenbos het stopstation Zeveneken.

## Sport
De voetbalclub Athletico Oudenbos bestaat sinds 15 februari 2006 en komt sinds het seizoen 2006-2007 uit in het Waas LiefhebbersVoetbal (Walivo). De hoogtepunten in de geschiedenis van de club zijn het behalen van de kampioenstitel in de 3de afdeling (zaterdagreeks) in het seizoen 2009-2010 en in de 2e afdeling (zondagreeks) in het seizoen 2023-2024.
Aangezien er in Oudenbos zelf geen voetbalveld (meer) ligt, speelt Athletico zijn thuiswedstrijden op de terreinen van FC Daknam in de Heilige Geest Molenstraat te Lokeren.